# Edvard Cederlund

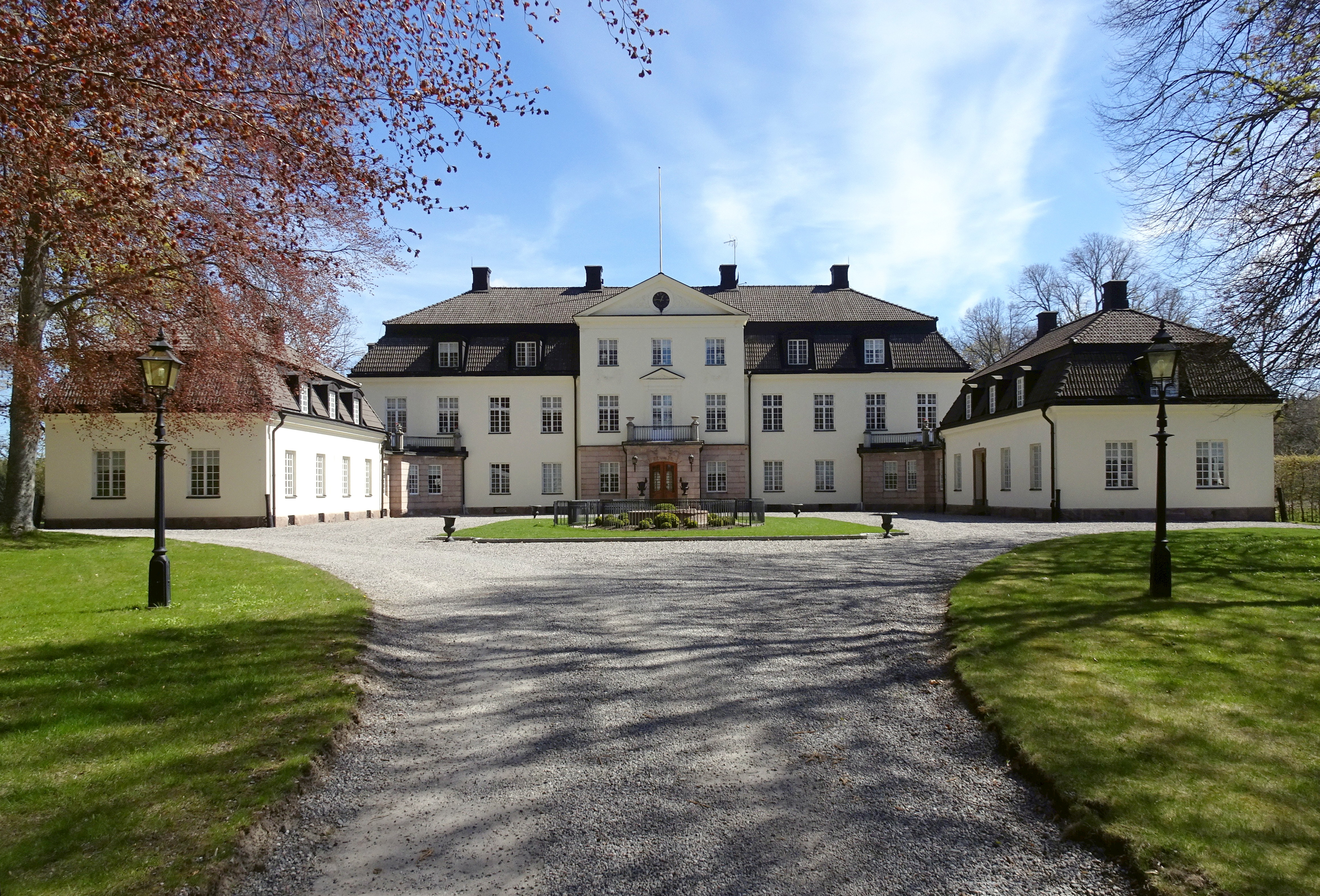
Brandalsund, huvudbyggnaden och flyglarna mot väster, 2017.

Alfred Edward Cederlund, i källor benämnd Edvard Cederlund, född 6 maj 1865 i Nicolai församling i Stockholm, död 23 september 1926 i Brandalsund, var en svensk hovstallmästare, hovjägmästare och godsägare. 
År 1912 köpte Edvard Cederlund, som då var hovstallmästare och förfaller att ha bott på Hamngatan 16 i Stockholm, säteriet Brandalsund av Axel Burmans änka. Godset är beläget vid inloppet till Hallsfjärden och Södertälje i Ytterjärna socken i Södertälje kommun.
Cederlund skapade ett stort mönsterjordbruk och lät på Brandalsund kring åren 1917–1918 uppföra nya huvud- och ekonomibyggnader som ritades av Thor Thorén. De gamla byggnaderna monterades ned 1917 och fraktades på pråmar över Mälaren till Köping, och återuppbyggnaden i Köping var också klar 1918.
Med bland annat fideikommisset Gerstaberg i Ytterjärna socken och gården Glibotorp i Tveta socken utökades godset, nya arbetarbostäder byggdes och det har sagts att Brandalsund med egen skola och lanthandel blev ett samhälle i samhället.

## Familj
Edvard Cederlund var son till Edvard Cederlund (1825-1909) och Matilda Helena Nordblad (1832-1897).
Han var gift med Elsa Charlotta Björck (1870-1953), dotter till Fale Emanuel "Manne" Björk och Fredrika Charlotta Maria Stahre, och de fick barnen:
1. Carl Edward Emanuel Cederlund.
2. Sven Edvard Henry Cederlund.
3. Elsa Matilda Charlotta (Maud) Cederlund, född 1893, gift med  Curt Carl Mauritz Klingspor.[1]
4. Gurly Gertrud Cederlund, gift med Hugo Wolmar Wrangel af Lindeberg.